# 西安留学生寸劇事件
西安留学生寸劇事件（せいあんりゅうがくせいすんげきじけん）または、西北大学日本人留学生事件（せいほくだいがくにほんじんりゅうがくせいじけん）とは、2003年10月29日に中華人民共和国陝西省西安市にある西北大学で開催された演芸会をきっかけに、きっかけに大規模な反日暴動や反日デモにまで発展するとなった事件である。事件は最終的に政府の介入により沈静化したが、寸劇を演じた日本人留学生は、強制的に日本に帰国させられた。

## 背景
2001年、靖国神社参拝を公約とする第1次小泉内閣が発足。2001年8月13日、当時の首相小泉純一郎が、靖国神社を参拝して国策に殉じた人々の慰霊をおこなった。また、2003年1月14日、三度目の靖国神社参拝をおこなった。中国国内では、靖国神社参拝に反対する報道がさかんになされた。これにより、中国人の日本人に対する印象が悪くなっていた時期であった。
また、2003年8月4日、旧関東軍が遺留したとされた化学兵器が漏出して市民44人が重軽傷を負い、うち1人が死亡する事件が発生し、自衛隊の化学兵器処理班が斉斉哈爾（チチハル）に派遣された（遺棄化学兵器問題）。これらの事件は、中国人の反日感情をさらに増殖させたといわれている。

## 経緯
2003年10月29日の19時、西北大学の礼堂で、西北大学共青団支部主催の「文芸の夜」という文化祭が行われた。会場に溢れかえった500人の観衆はほとんどが中国人で、わずか10人ばかりの日本人は、その日の昼に中国人学生から誘われて演芸会に参加した。参加したのは、当時同校の日本人教師と留学生3人。日本人教師は、身長180センチもある西欧人風のマネキンを抱え、一人二役の腹話術をするというパフォーマンスを行った。そのパフォーマンスは全く、下品なものではなかった。しかし、その後、留学生3人は、低俗な表現と捉えられるパフォーマンスを5分間続けた。留学生3人は普段から仲がよかったわけではなく、3人の日本語・中国語の相互学習の相手となる中国人が偶然にも同一人物だったというだけで、その中国人学生を通じて文化祭への参加を促されたのだった。これはわずか2日前のことで、出しものが直前まで決まらず、パフォーマンスの受けもよくなかったという。しかし、その場で文句を言う中国人学生は誰ひとりとしていなかったのであった。
翌30日の朝、西北大学の学生が留学生寮を取り囲み、ある女子生徒が建物の壁に大きな抗議ポスターを貼った。全寮制で生活する中国人学生のあいだには流言飛語の類が即座に広がる。朝の段階で学内外を問わず、「日本人が中国人を侮辱した。抗議に結集せよ」の壁新聞があふれかえっていたという。
大学側はポスターをはがすように指導したが、拒否されたという。同日午後4時に、大学はキャンパスを封鎖。校長は参加した日本人教師と学生の除名を発表したが、学生寮を取り囲んでいた中国人学生が、日本人に出てきて直接謝罪するよう求め、両者は膠着状態に陥った。この頃、西安市にある西安大学、西北理工大学、西安交通大学、長安大学などの学生たちは、事件を知って抗議デモの準備を始めた。
同日午後8時、西北大学の学生数名が抗議デモに参加し、この問題を説明するビラを一般に配布した。午後10時、学生たちは代表を派遣して愛国心に反する行為であることを学校に示し、関係する日本人に直接謝罪し、拘束された中国人生徒を釈放するよう再度求めた。大学側は再度拒否した。午後11時頃、西安電子科技大学の支援学生が西北大学に駆けつけ、大学側に同じ要求をしたところ、大学側は再度拒否した。
午後12時過ぎ、約100名ほどの学生が、 留学生寮の前に集結し、デモを開始した。 初めは遠巻きに見てた学生らもしだいに参加し始め、あっという間に 約1000名近くの学生が集結した。それとともに抗議行動はエスカレート。 日本国旗や日本ブタと書いた人形を破壊して燃やすなどの抗議を行った。そして、パフォーマンス参加者の謝罪を求めつづけた。
その後、激しい「日本人狩り」が勃発した。中国人学生は留学生の建物に突入し、寸劇とは関係ない日本人留学生が中国人学生の集団に殴られて負傷した。また、留学生寮の警備員も騒動に巻き込まれた。留学生寮の大きなガラスドアは見るも無残に壊され、同時に窓ガラスも次々と破壊された。土足で入ってきた暴漢はストーブにいたるまで室内のあらゆる物品を破壊し、教科書やノート、辞書といった学習用具さえ破り捨てた。1人の若い学生が上半身を裸にされて、30人くらいの中国人学生から凄惨なリンチを加えているのを目撃した留学生もいる。
西安の機動隊が現場に到着し、留学生寮の中にいた中国人学生を、立ち退かせた。しかし、中国人学生は、留学生寮の外で歌を歌ったりして抗議を続けた。この間、多くの日本人は学校の保護下に置かれた。この時、陝西省教育局長は中国人学生に寮に戻るよう呼びかけた。
31日、西安市にある大学は閉鎖された。日本人学生は西安市内のホテルに避難した。中国人学生たちは依然として街頭に出てデモを続けた。当時の西安外国語学院の学生などがこれに加わり、西北学校に学生が殺到した。学生デモ隊の活動は過熱し、約3000人が6車線道路を埋め尽くすデモになった。彼らは、投石を繰り返した後、日系企業が集中している開発エリアへ移動した。デモ隊は、西安市長安北路の日本食レストランに投石し、ドアと窓を破壊した。現場にいあわせた人からは、一連のデモ行為は共産党員による自作自演だったと指摘されている。すなわち、学生や市民の怒りを煽り、デモを誘導する者がいる一方、他方は頃合いをみてなだめるという、いわゆるマッチポンプの構造がみてとれるという。

## その後
2003年11月1日、日本人留学生は日本大使館員立ち合いの下、8項目の要望書を大学に提出した。また、大使館員は女学生に暴力をふるった者への処罰を要望した。大学側はその場ですべての要求を受諾したが「パフォーマンスに関わった者たちのプライバシーを保護してほしい」という要求は聞き届けられず、大学はホームページで留学生3名の実名と生年月日を公開したうえ、3留学生を退学処分とし、日本人教師を解雇した。日本人教員は、共青団の撒いたビラに「3人を唆して卑猥な寸劇をさせた」などの根拠なき中傷によって「風紀を乱す」という理由で解職させられたのであった。他のビラには事実と異なる虚偽の目撃談が次々と書き込まれるようになった。
その日、西北大学は寸劇を演じた日本人留学生3人と日本人教師に謝罪文を提出させた。何度も書き直しを命じられた謝罪文で4人は、西北大学で10月29日に行った「下品な」寸劇について「西北大学の学生、教職員、観客、中国の友人の皆様に極めて不快な思いを与えてしまった」とした上で「深く反省するとともに心から謝罪する」と陳謝したという。
解雇・退学させられた4人は、自主退学した8人の女子学生とともに11月3日早朝のフライトで西安を離れ、北京経由で帰国した。
日本のマスメディアは当初独自取材をおこなわず、中国側の情報を鵜呑みにした報道がなされており、偶然寸劇をみた直後に帰国した留学生がおり、事実とあまりにかけ離れた報道に抗議の電話をかけたが取り合ってもらえなかったという。しかし、11月1日以降、現地取材をおこなうようになると「中国人を愚弄する寸劇をした」というものから「悪気のないおふざけが大変な騒動になった」という論調に変化した。
日本人教師の帰国に際しては、彼を慕う日本語学科の学生から「先生を守ることができず申し訳ありません」「涙が流れてなりません」という内容の手紙が多数寄せられている。

## その他
- 一部のブロガーの投稿では、パフォーマンスを見た同僚から、日本人留学生のパフォーマンスはかなり下品ではあったが、中国人を侮辱するものではなかったと記述されている。
- その場に居合わせた日本人によると、留学生3人が行ったパフォーマンスについて、「Tシャツの上に赤いブラジャーをして、顔にダンボールで作ったロボットのような箱をかぶり『中国』『ハートマーク』『日本』と、日中の友好をあらわす事を背中に書いていた」「踊りも舞台で音楽にあわせてリズムをとる程度のもの」「腹部の周りに逆さの紙コップをロープで縛っていた。」「 会場へのサービスのつもりで、ブラジャーの中に隠し入れたお菓子の包みを観客席に投げた」とある[7]。
- 「文芸の夜」は上海の企業主などが出資する格調ある演芸会で、内陸部の学生の就職難もあってメンツをつぶされた者が腹いせにデマを広げたという説がある[5]。暴動には、大学とは何の関係もない若い失業者も参加していたという[5]。
- 事件の背景には、「日本=悪」という公式が中国の若者の間に根付いていることがあげられる[5]。
- 単純な中国の反日感情だけでデモが起きたのではないという指摘もある。文化祭を主催した西北大学共青団支部にとって、下品なパフォーマンスはメンツを潰すものであったと考えられる。これは、日本人留学生が行った「下品なパフォーマンス」が、中国人学生側には「中国を侮辱した」ものにすり替えられていることからも、デモへの意図的な誘導があったと考えられる[8][9]。
- 他の反日デモと同様、市民とりわけ農民の中国共産党政府に対する不満をそらすため、怒りの矛先を別の方向に変える絶好の的となったのが日本人であったという性格をもつ[4]。